# Рено, Арчи
Арчи Джеймс Бил (англ. Archie James Beale, род. 22 ноября 1997, известен также как Арчи Рено) — английский актёр и модель, известен своими ролями в мини-сериале BBC One «По расчёту» (2019) и в сериале от студии Netflix «Тень и Кость» (2021—2023).

## Биография
Арчи Рено родом из Толуорта в Кингстон-апон-Темс. У него есть две сестры и брат. Арчи учился в школе Ричарда Чаллонера, а затем продолжил обучение в театральной школе Unseen в Лондоне.
Рено начал свою карьеру в модельном бизнесе. Дебютировал на телевидении в гостевой роли в сериале Amazon Prime «Ханна» и получил свою первую крупную телевизионную роль в 2018 году, сыграв главную роль Лео Дея в мини-сериале BBC One «По расчёту» 2019 года. Также у Арчи были небольшие роли Алекса в фильме «Поколение Вояджер» и Бобби в «Морбиус» от Marvel. В 2021 году Арчи сыграл роль Мала Оретцева в сериале от Netflix «Тень и Кость». В 2022 году сыграл в фильме от Amazon «Кэтрин по прозвищу Птичка» и биографическом фильме от Apple TV+ «За пивом!».

## Фильмография
Кино
| Год  | Заголовок                 | Роль            | Примечания |
| ---- | ------------------------- | --------------- | ---------- |
| 2021 | Поколение Вояджер         | Алекс           |            |
| 2022 | Морбиус                   | Бобби           |            |
| 2022 | Кэтрин по прозвищу Птичка | Edward the Monk |            |
| 2022 | За пивом!                 | Томми Коллинз   |            |
| 2024 | Повышение                 | Уильям Деларож  |            |
| 2024 | Чужой: Ромул              | Тайлер          |            |

Телевидение
| Год       | Заголовок    | Роль        | Примечания            |
| --------- | ------------ | ----------- | --------------------- |
| 2019      | Ханна        | Фелисиано   | 1 серия               |
| 2019      | По расчёту   | Лео Дей     | Мини-сериал, 6 серий  |
| 2021—2023 | Тень и Кость | Мал Оретцев | Главная роль, 8 серий |